# Conrado Estrella III.

Conrado Estrella III

Conrado M. Estrella III. (* 12. September 1960 in Manila) ist ein philippinischer Politiker. Er ist seit 2022 Minister für Agrarreform im Kabinett Marcos Jr.

## Biografie
Estrella, der von Beruf Farmer und Geschäftsmann ist, war bereits von 1987 bis 1995 Abgeordneter des Repräsentantenhauses der Philippinen. Seit 2001 ist er erneut Abgeordneter des Repräsentantenhauses. In diesem vertritt er als Mitglied der NPC den Wahlbezirk VI (6th District) der Provinz Pangasinan.
Im aktuellen 14. Kongress ist er als Vertreter der parlamentarischen Mehrheit Mitglied der Ausschüsse für Wirtschaftsangelegenheiten, Höhere und Technische Bildung, Arbeit und Beschäftigung, Natürliche Ressourcen, das Wachstum von Nordluzon (North Luzon Growth Quadrangle), Angelegenheiten der Überseearbeiter, Jugend und Sportliche Entwicklung  sowie des sogenannten Mittel-und-Wege-Ausschusses (Committee on Ways and Means).